# Mimic
Mimic (pt: Predadores de Nova Iorque / br: Mutação) é um filme de ficção científica de terror estadunidense de 1997 co-escrito e dirigido por Guillermo del Toro com base no conto de mesmo nome de Donald A. Wollheim, e estrelado por Mira Sorvino, Jeremy Northam, Josh Brolin, Charles S. Dutton, Giancarlo Giannini e F. Murray Abraham. O filme apresenta Norman Reedus em sua estréia em Hollywood.

## Resumo
Na cidade de Nova Iorque uma epidemia disseminada por baratas mata cerca de mil crianças, sem que nenhuma técnica consiga eliminar a doença.
Susan Tyler (Mira Sorvino), uma cientista que recebe a ajuda do seu marido, cria a "Geração Judas", que é o resultado de uma mutação genética que, se posta junto às outras baratas, elimina-as. Após 3 anos Susan constata que as baratas modificadas, que deveriam durar apenas uma geração, continuam a reproduzir-se, aumentaram de tamanho, tendo agora o tamanho de um ser humano e tornaram-se carnívoras.
Assim, acompanhada de um grupo, ela desce aos subterrâneos da cidade e tenta impedir os gigantescos insectos, antes que criem colónias por toda a cidade.

## Elenco
- Mira Sorvino (Dra. Susan Tyler)
- Jeremy Northam (Dr. Peter Mann)
- Alexander Goodwin (Chuy)
- Giancarlo Giannini (Manny Gavoila)
- Charles S. Dutton (Oficial Leonard Norton)
- Josh Brolin (Josh Maslow)
- Alix Koromzay (Remy Panos)
- F. Murray Abraham (Dr. Gates)
- James Costa (Ricky)
- Javon Barnwell (Davis)
- Norman Reedus (Jeremy)
- Pak-Kwong Ho (Pastor)

## Produção

### Elenco
O personagem Manny foi originalmente escrito por del Toro para um de seus atores favoritos, o argentino Federico Luppi, a quem ele dirigiu em Cronos. No entanto, a pronúncia em inglês de Luppi não era boa o suficiente para o filme, então del Toro escolheu Giancarlo Giannini; em uma entrevista de 2013, del Toro confirmou a história e afirmou que o que mais sente falta de trabalhar na língua espanhola é a possibilidade de dirigir Luppi, para quem del Toro professa a maior admiração.
Dois dos atores do filme, Josh Brolin e Alix Koromzay, já haviam estrelado Nightwatch, outro filme de terror Dimension/Miramax de 1997. Seu diretor, Ole Bornedal, atuou como produtor em Mimic.

### Filmagens
A filmagem principal ocorreu em Toronto, Canadá, devido às semelhanças da cidade com Nova York. O filme inclui vários exemplos das características mais marcantes de del Toro. "Eu tenho uma espécie de fetiche por insetos, relógio, monstros, lugares escuros e coisas por nascer", disse del Toro, e isso é evidente em Mimic, onde às vezes tudo é combinado em gravações longas e sombrias de espaços caóticos escuros, desordenados e enlameados. Segundo Alfonso Cuarón, amigo e colega de del Toro, "com Guillermo, as cenas são quase matemáticas — tudo está planejado".
Mimic é o primeiro trabalho de del Toro realizado fora de seu país natal, México. O diretor tinha fascinação por insetos desde criança, "Acho que são seres perfeitos, incansáveis e inspiradores", afirma, "Gosto de criar imagens estranhas, que não tenham necessariamente algo em comum com a realidade", diz ele, "Acho o máximo quando uma imagem de um filme permanece em sua cabeça mais tempo do que você espera; é como ser contaminado por um vírus". del Toro escolheu quatro cores para os cenários e figurinos de Mimic, num efeito quase monocromático que dá atenção especial ao jogo de claros e escuros, "Sombra tem o mesmo poder que luz", explica. Para o diretor, os efeitos especiais tendem a receber excesso de atenção nos filmes americanos, "Queríamos que os efeitos ajudassem a ilustrar a realidade em Mimic e não se tornassem uma atração a parte".
Depois que o chefe da Miramax, Bob Weinstein, viu as primeiras filmagens, houve brigas entre ele e del Toro em relação ao tom, com Weinstein alegando que o filme não era assustador o suficiente. Foi relatado que um dia Weinstein ficou tão furioso com del Toro que invadiu o cenário de Toronto e tentou instruí-lo sobre "como dirigir um filme". Weinstein acabaria por tentar demitir del Toro. Após uma intervenção da atriz principal Mira Sorvino, Weinstein recuou, e a filmagem principal seria concluída com del Toro como diretor no início de 1997. No entanto, Weinstein ainda insistia em ter controle sobre o corte final. O produtor B.J. Rack mais tarde comparou fazer o filme "ser um prisioneiro de um campo de guerra", enquanto del Toro afirmou em 2018 "A única vez que experimentei um mau comportamento, e continua sendo uma das piores experiências da minha vida, foi em 1997, quando fiz Mimic para a Miramax. Foi uma experiência horrível, horrível, horrível".

## Lançamento e recepção
Mimic recebeu críticas mistas dos críticos. Atualmente, ele detém uma classificação de 'Fresh' de 63% no Rotten Tomatoes, com base em 40 avaliações, com uma pontuação média de 6,42 em 10. O consenso dos críticos do site diz: " Mimic encontra o diretor Guillermo del Toro lutando para injetar suas sensibilidades únicas em um filme de estúdio - e oferecendo emoções de gênero suficientes para recomendar".
Roger Ebert deu ao filme 3 1/2 estrelas dizendo "Del Toro é um diretor com um senso visual genuíno, com uma maneira de nos atrair para sua história e evocar o clima com a própria aparência e textura de suas cenas. Ele pega os ingredientes padrão e os apresenta de maneira tão eficaz que "Mimic" faz o velho parecer novo, fresco e assustador".
O público entrevistado pela CinemaScore atribuiu ao filme uma nota média de "C-" na escala A+ a F.
Por não ter recebido o privilégio de versão final , del Toro não aprovou o filme como lançado. Em 2010, del Toro revelou que estava trabalhando na versão de diretor de Mimic e disse: "Não é exatamente o filme que eu queria fazer, mas definitivamente curou muitas feridas... estou feliz com a versão". A versão do diretor dura 112 minutos, seis minutos a mais que o lançamento no cinema. Foi lançado em 2011, inicialmente exclusivo para Blu-ray e agora está disponível através de vários serviços digitais, mas nunca esteve amplamente disponível em DVD.

### Bilheteria
Segundo o Box Office Mojo, seu bruto doméstico é de US$25,480,490; não superou seu orçamento de US$30,000,000.

## Trabalhos relacionados
Mimic foi planejado como um dos três curtas-metragens de 30 minutos que deveriam ser exibidos juntos. Foi expandido para um filme completo, assim como  Impostor. O curta-metragem Alien Love Triangle continua sendo um curta de 30 minutos e nunca foi lançado.

## Sequências
Duas sequências diretamente em vídeo foram feitas, nenhuma das quais envolveu del Toro.
- Mimic 2 (2001)
- Mimic 3: Sentinel (2003)